# Vardar Makedonien

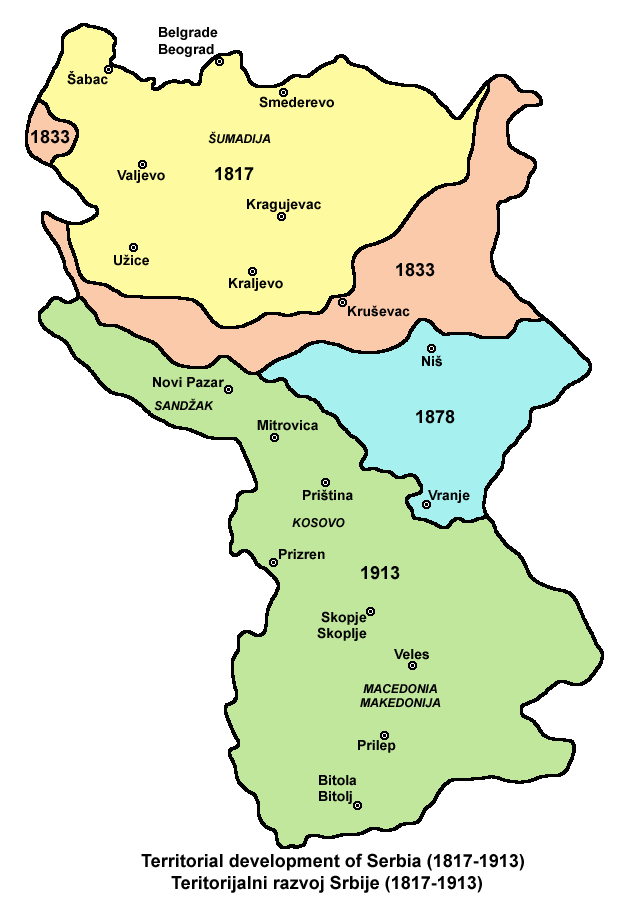
Kungariket Serbien (1913)

Vardar Makedonien (makedonska: Вардарска Македонија, Vardarska Makedonija) är den geografiska delen av  regionen Makedonien, efter floden Vardar, som Kungariket Serbien erövrade från Osmanska riket under balkankrigen 1913 och som idag utgör Nordmakedonien. Vardarmakedonien ingick som en del av provinsen Vardarbanovina, även kallat Sydserbien, då det tillhörde Kungariket Jugoslavien. 1945 blev området en delstat i Jugoslavien under namnet Folkrepubliken Makedonien. I Skopje finns en fotbollsklubb som heter FK Vardar.